# Colla de Dimonis de Massalfassar

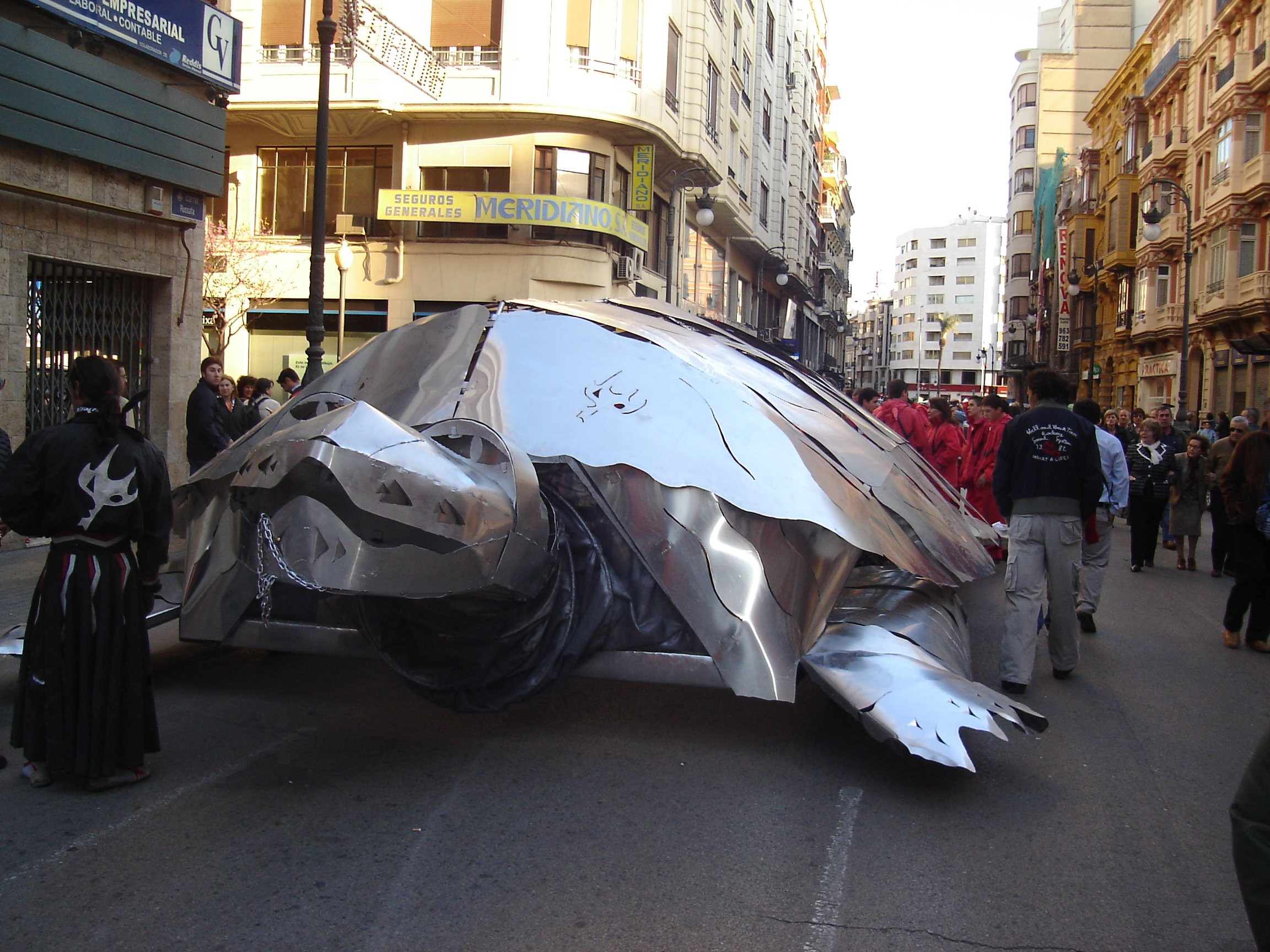
La Taratuga pels carrers de València

La Colla de Dimonis de Massalfassar és una colla de diables originada a Massalfassar, a L'Horta de València.
El Ball de Dimonis de Massalfassar és la peça amb la que, al so de la dolçaina i dels timbals, s'inicia el correfoc de la Colla de dimonis de Massalfassar, a més d'acompanyar-lo i animar-lo al llarg del mateix. La melodia i l'arranjament de la peça fou un regal per a la Colla de Toni Torregrossa, Josep Amírola i Ximo Caffarena.
Va veure la llum en format d'enregistrament sonor a Rom i cafè, CD publicat per Urbàlia Rurana a Barcelona per TRAM i enregistrat a València als A.C. Estudis l'any 1994 i on entre altres temes hi figurava a la pista número 7 el Ball de Dimonis de Massalfassar.
El maig de 2007 es va estrenar la nova versió del Ball dels Dimonis de Massalfassar per a grup de vent i dolçaines realitzada pel director de la Romàntica del Saladar, Joan Buigues.
Realitzen nombrosos Correfocs arreu de l'Estat que es fan cada any. Entre els correfocs realitzats destaquen el de Correfoc Infantil i Festa de Sant Joan de Massalfassar, el juny del 2006, amb colla de diables de Montornès del Vallès i La vespra i la festa. i un altre del març del 2008, la Cavalcada del Foc a les falles de València amb la Colla de Dimonis Els Socarrats de Campanar, els Dimonis d'Aielo de Malferit, la Colla de Dimonis de Vinaròs i la Colla de Dimonis de Massalfassar.